# Tréfás György
Tréfás György (Budapest, 1931. október 6. – Debrecen, 2016. július 2.) Liszt Ferenc-díjas magyar operaénekes (basszus), érdemes és kiváló művész, a debreceni Csokonai Színház és a Halhatatlanok Társulatának örökös tagja. A Magyar Zeneművészeti Szövetség előadóművész tagozatának elnökhelyettese.

## Életpályája
Zenei tanulmányait magánúton végezte a Honvédegyüttes Kariskolában, ahol Dr. Werner Alajos, Makai Mihály és Hetényi Kálmán növendéke volt. 1952-1957 között a Honvéd Művészegyüttesben énekelt. 1957-1961 között a debreceni Csokonai Színház énekes-színésze volt, 1961 óta magánénekese.
Oratóriumokban is énekelt. Számos európai és tengeren túli országban is fellépett, az antwerpeni Királyi Opera pedig az ő címszereplésével mutatta be Bartók A kékszakállú herceg vára című operáját.

## Családja
Szülei: Tréfás Sándor és Bogdán Margit (1898-1973) voltak. Öt testvére volt: István, Erzsébet, László, Imre, Miklós. 1972-ben házasságot kötött Szabó Katalinnal.

## Színházi szerepei
- Flotow: Márta....Richmond város bírája
- Hikmet: Legenda a szerelemről....Magas ember
- Jacobi Viktor: Sybill....Tiszt
- Mozart: A varázsfuvola....Sarastro
- Bizet: Carmen....Zuniga
- Sárközi István: A szelistyei asszonyok....Báthory
- Verdi: Rigoletto....Ceprano gróf; Sparafucile
- Csenki Imre: A bajusz....Bíró
- Madách Imre: Az ember tragédiája....Mihály főangyal; Föld szelleme; Saint-Just; Katona
- Schubert-Berté: Három a kislány....Gumpelwieser; Tschöll Keresztély
- Beethoven: Fidelio....Rocco
- Erkel Ferenc: Bánk bán....Biberach; Petur bán
- William Shakespeare: Macbeth....Százados
- Czizmarek-Nádassi-Semsei: Érdekházasság....Szabó
- Pongrácz Zoltán: Odysseus és Nausikaa....Alkinoos
- Brecht: Koldusopera....Ede
- Mozart: Szöktetés a szerájból....Ozmin
- Schiller: Stuart Mária....Melvil
- Puccini: Gianni Schicchi....Spinelloccio; Simon
- Hervé: Nebáncsvirág....Robert
- Verdi: Traviata....Grenvil
- Móra Ferenc: Mátyás király és a gyevi bíró....Gyevi bíró
- Verdi: Az álarcosbál....Tom
- Mozart: Figaro házassága....Bartolo
- Menotti: Amélia bálba megy....Rendőrfőnök
- Verdi: Aida....Király; Ramphis
- Britten: Szentivánéji álom....Vackor
- Offenbach: Hoffmann meséi....Crespel; Luther
- Rossini: A sevillai borbély....Basilio
- Puccini: Bohémélet....Colline; Alcindor
- Bartók Béla: A kékszakállú herceg vára....Kékszakállú herceg
- Csajkovszkij: Anyegin....Gremin herceg
- Behár György: Éjféli találkozás....Marco
- Ponchielli: Gioconda....Alvise Badoero
- Wagner: Tannhäuser....Hermann
- Weill: Mahagonny....Mózes
- Lehár Ferenc: A mosoly országa....Hadfaludy Feri
- Tardos Béla: Laura....Orvos
- Mozart: Don Giovanni....Leporello
- Williamson: Havannai emberünk....Dr. Hasselbacher
- Strauss: A cigánybáró....Zsupán
- Erkel Ferenc: Hunyadi László....Czillei Ulrik; Gara nádor
- Trenyov: Ljubov Jarovája....Makszim Gornosztájev professzor
- Puccini: Pillangókisasszony....Bonzo
- William Shakespeare: Lear király....Orvos
- Verdi: Luisa Miller....von Walter
- Török-Zoltán: Péntek Rézi....Orlando
- Verdi: A trubadúr....Ferrando
- Borogyin: Igor herceg....Koncsak; Szkula
- Strauss: A denevér....Frank
- Goldmark Károly: Sába királynője....Főpap
- Verdi: Ernani....Don Ruy Gomez de Silva; Jago
- Nicolai: A windsori víg nők....Sir John Falstaff; Dr. Cajus
- Puccini: Manon Lescaut....Géronte; Fogadós; Királyi adóbérlő
- Verdi: Nabucco....Zakariás
- Donizetti: Lammermoori Lucia....Raimond
- Verdi: Attila....Attila
- Verdi: A végzet hatalma....Pater Gvárdián; Calatrava gróf
- Delibes: Lakmé....Nilakantha
- Muszorgszkij-Rimszkij-Korszakov: Hovanscsina....Doszifej
- Verdi: Don Carlos....II. Fülöp; Főinkvizítor
- Donizetti: Éljen a mama!....Agáta
- Csajkovszkij: Jolanta....René
- Ránki György: Muzsikus Péter....Viola bácsi
- Gounod: Faust....Mefiszto
- Petrovics Emil: C'est la guerre!....Harmadik tiszt
- Donizetti: Szerelmi bájital...Dulcamara
- Dunajevszkij: Szabad szél....Gall Cézár
- Erkel Ferenc: Brankovics György....Brankovics
- Kálmán Imre: Csárdáskirálynő....Kerekes Ferkó
- Kodály Zoltán: Háry János....Marci bácsi
- Suppé: Banditacsíny....Babbeo
- Lehár Ferenc: A víg özvegy....Zéta Mirko
- Donizetti: Don Pasquale....Don Pasquale
- Verdi: Simon Boccanegra....Jacopo Fiesco
- Mozart: Don Giovanni....Kormányzó
- Puccini: A köpeny....Vakond
- Rossini: Hamupipőke....Alidoro
- Cimarosa: A titkos házasság....Geronimo
- Wagner: Lohengrin....I. (Madarász) Henrik
- Prokofjev: Eljegyzés a kolostorban....Mendoza
- Mozart: Idomeneo....La voce
- Wagner: A bolygó hollandi....Daland
- Puccini: Tosca....A sekrestyés

## Díjai, kitüntetései
- 1968 – Liszt Ferenc-díj
- 1978 – SZOT-díj
- 1979 – Debrecen Város Csokonai-díja[4]
- 1980 – Érdemes művész
- 1982 – Csokonai-gyűrű
- 1985 – Neményi Lili Vándorserleg
- 1990 – Kiváló művész
- 2002 – Debrecen díszpolgára
- 2006 – A Magyar Köztársasági Érdemrend középkeresztje
- 2009 – Örökös tag a Halhatatlanok Társulatában